# 越後山重正
越後山 重正（えちごやま しげまさ、1919年9月12日 - 1993年1月4日）は、高砂部屋に所属した元大相撲力士。本名は加藤 重正（旧姓柳）。現在の新潟県十日町市出身。182cm、98kg。最高位は東十両4枚目。

## 経歴
1938年5月初土俵、1945年11月十両昇進。勝ち越すも翌場所の1946年11月限り廃業した。

## 成績
- 十両2場所7勝3敗13休
- 通算17場所63勝45敗13休

## 改名
改名歴なし